# Desa Mulyajaya (administrativ by i Indonesien, lat -6,97, long 108,11)
Desa Mulyajaya är en administrativ by i Indonesien.   Den ligger i provinsen Jawa Barat, i den västra delen av landet, 160 km sydost om huvudstaden Jakarta.